# (8691) Etsuko
(8691) Etsuko (1992 UZ1) – planetoida z pasa głównego asteroid okrążająca Słońce w ciągu 3,83 lat w średniej odległości 2,45 au. Odkryta 21 października 1992 roku.